# Spotted Horses
Spotted Horses ist der Titel einer Novelle des US-amerikanischen Schriftstellers und späteren Literaturnobelpreisträgers William Faulkner. Sie erschien erstmals im Magazin Scribner’s im Jahre 1931.

## Entstehung
Faulkner hatte 1926/1927 an einem Roman mit dem Arbeitstitel Father Abraham gearbeitet, die Niederschrift jedoch nach knapp 18.000 Wörtern beendet und das Werk nicht vollendet, wodurch es ein Fragment blieb und erst postum veröffentlicht wurde. Dieses Buch sollte vom fiktiven Snopes-Clan handeln. Anstatt den Roman zu vollenden, schrieb Faulkner mehrere Versionen von der Story, die Spotted Horses werden sollte (erste Arbeitstitel waren As I Lay Dying (Faulkners fünfter Roman sollte schließlich diesen Titel tragen), Aria con Amore und The Peasants).
Dem Autor gelang es jedoch nicht, Literaturzeitschriften für die Story zu begeistern, weshalb sie bis 1931 unveröffentlicht blieb.
Im frühen Herbst des Jahres 1938 widmete sich Faulkner nochmals dem Snopes-Clan und schrieb schließlich den ersten Teil der Snopes-Trilogie. In diesen Roman, The Hamlet, integrierte Faulkner den bis dato selbstständigen Text von Spotted Horses in das vierte Buch des Romans The Peasants.

## Handlung
Der Text handelt von Flem Snopes, der mit einem unbekannten Texaner zurück aus Texas kommt und Geld damit verdienen will, in dem er ungezähmte Pferde an die ahnungslose Bevölkerung verkaufen will. Die Story handelt von drei Betrügern, die auf verschiedenen Seiten unterschiedlich vorgehen. Schließlich linken der Texaner und Flem Snopes den ahnungslosen Henry Armstid dazu, die letzten fünf Dollar des Familienbesitzes für ein Pferd auszugeben (das er nicht notwendigerweise braucht). Trotz der Bitte seiner Frau, nicht auf die Transaktion einzugehen, bezahlt Armstid die Männer im Glauben, eben den Deal seines Lebens gemacht zu haben. Anschließend gelingt es Armstid nicht, das wilde Pferd einzufangen, und er verliert es und wird verletzt.
In der erweiterten Fassung des Textes, die in das vierte Buch des Romans The Hamlet integriert wurde, versucht Armstids Ehefrau, das Geld zurückzubekommen, und zieht vor Gericht. Dort begehen Flem Snopes und der Texaner sichtbare Falschaussagen; das Gericht legt den Fall schließlich nieder, weil sich nicht nachweisen ließe, wem die Pferde gehören. Mrs. Armstid nimmt die Niederlage dann hin und findet sich damit ab.

## Hauptfiguren

### Flem Snopes
Flem Snopes ist ein völlig skrupelloser Betrüger, der zielstrebig an sein Ziel kommt und notfalls allein durch seine Anwesenheit Druck ausüben kann. Denn Flem Snopes greift nur selten aktiv in die Szenerie ein. Er lässt den Texaner und seine anderen Familienmitglieder die Drecksarbeit machen. Er sitzt (oftmals stumm) am Rande der Versteigerung; dennoch weiß jeder, dass er die machtvolle Person ist, und seine Allgegenwärtigkeit bedrückt und dominiert die ganze Handlung.

### Der Texaner
Der Texaner ist in seinem Vorgehen nicht so bösartig wie Flem, aber dennoch in seinen betrügerischen Absichten dreist und schamlos. Er scheint jedoch ein Herz zu haben, denn er ist von Mrs. Armistids Flehen bezüglich ihres Gatten Henry, der die letzten fünf Dollars der Familienkasse für ein Pferd ausgibt, ergriffen und bietet an, die Transaktion rückgängig zu machen. Er erkennt die Not und Dringlichkeit darin, das Geld für die Familie zu behalten, und lässt sich nicht von dem aufbrausenden Ehegatten unterdrücken.

### V. K. Ratliff
Ratliff ist jemand, der als Vertreter von Nähmaschinen ebenfalls betrügerische Tricks kennt (und vermutlich anwendet), weshalb er das Spiel des Texaners und Flem Snopes’ erkennt. Ratliff hat anders als die anderen beiden ein Gewissen, greift jedoch nicht aktiv in die Szenerie ein, obwohl er einmal von Flem Snopes ausgenutzt worden war und daher Sympathie für jeden hegt, der sich gegen Flem wehren kann. In gewisser Weise schätzt er Flems Dominanz, verachtet ihn aber zeitgleich für seine Unmenschlichkeit.

### Henry Armstid
Armstid fällt auf die betrügerischen Machenschaften der Snopes’ und des Texaners herein und gibt die letzten fünf Dollar der Familienkasse für ein Pferd aus, das er nicht zwingenderweise benötigt. Das Flehen seiner Frau, auf das Geschäft nicht einzugehen, wird von ihm mit beleidigenden Tiraden beantwortet. Er erkennt nicht, dass er gelinkt wird und er eben nicht das Geschäft seines Lebens am abwickeln ist. Henry Armstid ist jedoch nicht in der Lage, das bezogene Pferd einzufangen, da es wild und ungezähmt ist; er wird sogar verletzt. Im Gericht entscheidet man jedoch zu Gunsten des Snopes-Clans, da sich laut Richter nicht nachweisen lasse, wem das Pferd gehöre. Die fünf Dollar bleiben verloren.

### Weitere Personen
In der Novelle tauchen weitere Figuren auf. Mrs. Armstid bekommt in der erweiterten Textfassung im Rahmen des Romans The Hamlet eine noch größere Rolle, da sie dort vor Gericht zieht, um ihr Recht durchzusetzen. Sie erkennt aber früh, dass sie gegen die Übermacht keine Chance hat.
Auch weitere Snopes-Familienmitglieder tauchen auf, wie etwa Eck Snopes, der in die betrügerischen Aktivitäten von Flem und dem Texaner eingeweiht ist und dabei hilft, den ahnungslosen Henry Armstid über den Tisch zu ziehen.

## Die Pferde
Außer der Tatsache, dass die Pferde wild und ungezähmt sind, lässt sich nicht viel über die Pferde sagen, auch nicht, wem sie gehören. Ob Flems Aussage vor Gericht eine Falschaussage war, kann möglich sein. Doch zuvor schon während der Transaktion verkündet Flem, die Pferde gehören ihm nicht (wodurch eigentlich auch klar sein müsste, dass er dann nur beschränktes Verkaufsrecht hätte). Tatsächlich gibt es innerhalb des Textes jedoch auch die Andeutung, dass Flems eigener Cousin Eck nicht sicher ist, ob die Pferde Flem gehören oder nicht. Ratliff erkennt (vorrangig im Roman The Hamlet, aber auch im Rahmen des Textes Spotted Horses), dass Flem Snopes offensichtlich der Ansicht sein könnte, er könne sich alles erlauben. Durch den gewalttätigen Ruf seines Vaters Abner Snopes wird er in Will Varners Laden als Gehilfe eingestellt und mutiert dort in schnellster Zeit zu einer wichtigen Persönlichkeit. Ihm gelingt es die Familie Varner in seine Schuld zu bringen, indem er die unehelich-schwangere und frühreife Tochter Eula heiratet und die Familie so vor einem Skandal bewährt. Die Richter im Epilog der Story scheinen deutlich auf seiner Seite zu sein. So bleibt es an Ratliff die dunklen Machenschaften von Flem Snopes zu erkennen, doch er unternimmt nichts dagegen.

## Literarischer Stil
Spotted Horses kann als typische Faulkner-Erzählung betrachtet und dem Genre des Southern Gothic zugeordnet werden, einem Subgenre der Gothic fiction („Schauerliteratur“), bei dem groteske, teils schwarzhumorige Bilder, Metaphern und Szenerien in den Text eingebettet werden, um die Moral (besonders oft auch die Dekadenz) des amerikanischen Südens darzustellen. Tatsächlich verkörpert der Text eine gewisse Art von Südstaatenhumor. Eines dieser Merkmale ist Beschreibung der wilden Ponys, die die ganze Zeit über zwischen lieblichen, ruhigen Geschöpfen und wilden Bestien, die dich umbringen können, liegt. Ein weiteres Merkmal sind die, auch im ersten Punkt auftretenden, Übertreibungen. Dieser stilistische Merkmal unterstützt nicht nur den oben genannten (seltsamen) Humor der Story, sondern lässt viel Raum für Interpretation übrig. In erster Linie untermauert dies den wilden Charakter der Snopes-Familie und ihre Gesetzlosigkeit sowie ihre brutale Natur.

## Brücke zu anderen Werken Faulkners
Das Pferd, welches Jewel Bundren in Faulkners fünften Roman As I Lay Dying kauft, ist ein Nachfahre eines der Pferde, die in Spotted Horses auftreten. Auch sonst lässt sich dieser Text leicht in den Gesamtkanon Faulkners einsortieren; Charaktere wie Flem Snopes oder Ratliff tauchen nicht nur in weiteren Snopes-Stories, bzw. Romanen auf, sondern treten immer wieder in Kurzgeschichten oder Romanen Faulkenrs auf. Wie fast alle seiner Werke, spielt Spotted Horses im Yoknapatawpha County, genauer genommen in Frenchman's Bend; eine Siedlung, die nach dem Amerikanischen Bürgerkrieg auf einer einst stattlichen Plantage errichtet wurde.